# トラヴェンタール条約
トラヴェンタール条約（トラヴェンタールじょうやく、デンマーク語・スウェーデン語: Freden i Traventhal、英語: Peace of Travendal）は大北方戦争初期の1700年8月18日、スウェーデン帝国、デンマーク＝ノルウェー、ホルシュタイン＝ゴットルプ公爵の間でトラヴェンタールにて締結された平和条約。
デンマークはスウェーデンの同盟者であるホルシュタイン＝ゴットルプ公に領国を返還、反スウェーデン同盟から脱退しなければならなかった。デンマークが大北方戦争に再び参戦したのはスウェーデンが1709年のポルタヴァの戦いで大敗した後のことだった。

## 背景
1698年から1699年にかけて、ロシア・ツァーリ国のピョートル1世、ザクセン選帝侯兼ポーランド＝リトアニア共和国の国王アウグスト2世、デンマーク＝ノルウェー国王クリスチャン5世とその後継者フレデリク4世はスウェーデン帝国に三方向から攻撃する作戦に同意した。当時、スウェーデンではまだ成人していないカール12世が1697年に即位したばかりだった。デンマークのすぐ南にあったホルシュタイン＝ゴットルプ公領ではフレデリク4世が1698年にスウェーデン国王カール11世の娘ヘドヴィグ・ソフィア・アヴ・スヴェーリエと結婚したためスウェーデンと同盟していた。デンマーク軍が1700年3月にホルシュタイン＝ゴットルプ公領に侵入してテンニングを包囲した一方、アウグスト2世はスウェーデン領リヴォニアで進軍していた。
一方、スウェーデンは海洋国家のネーデルラント連邦共和国とイングランド王国の支持を得るために交渉していた。デンマークによるホルシュタイン＝ゴットルプ侵攻は1689年のアルトナ協定（Altona convention）に違反しており、英蘭両国はアルトナ協定の保証国であった。さらに、英蘭両国はスペイン継承戦争を準備していたため、バルト海でさらなる戦争が勃発することに反対した。英蘭艦隊の支持を得たスウェーデン艦隊はコペンハーゲン近くで軍勢1万を展開した。デンマーク王フレデリク4世は不意を突かれ、首都を守れなかったため講和せざるを得なかった。戦争終結の兆しが見えたら、英蘭両国はすぐに艦隊を撤収させて、スウェーデンがデンマークを併合することは望まず、早期講和を望むことを表明した。

## 条約
トラヴェンタール条約により、デンマークは大北方戦争から脱落、以降スウェーデンとの武力紛争に参加しないことを約束した。条約の第13段落ではデンマーク＝ノルウェー王がスウェーデンとの紛争に参加せず、スウェーデンの敵と同盟しない、援助しないことを約束、さらにそれまでのデンマーク・スウェーデン間の条約を履行することを約束した。ホルシュタイン＝ゴットルプ公爵の領地は回復され、維持される軍と要塞の詳細が定められた。さらに、デンマークはホルシュタイン＝ゴットルプの戦争における支出を支払うことを約束、26万ライヒスターラーが支払われることとなった。
第14段落ではフランス王国、神聖ローマ皇帝、神聖ローマ帝国の諸公爵、アルトナ協定の保証国を条約の保証国と定めた。オランダとイギリスが保証国を務むことは1702年にアン女王が即位した後に締結した協定で再確認された。

## 影響
トラヴェンタール条約が締結された時点ではアウグスト2世のスウェーデン領リヴォニア戦役は大した成果を上げずにいた。デュナミュンデが占領されてアウグストゥスブルク（Augustusburg）に改名されたが、リガの占領も現地の貴族の支持を得ることも失敗した。さらに、ロシア軍は1700年夏のコンスタンティノープル条約で露土戦争が終結するまで大北方戦争に参戦できなかった。
そのため、トラヴェンタール条約締結の報せが届くと、アウグスト2世はフランス王国とブランデンブルク＝プロイセンとの交渉に入り、スウェーデンとの講和を仲介するよう求めた。しかし、スウェーデン国王カール12世はザクセン軍がリヴォニアにいる間は交渉に応じないとした。一方、ピョートル1世はプレオブラジェンスコエ条約に基づきロシア軍をスウェーデン領イングリアに進めた。
デンマークが戦争から脱落すると、カール12世は即座に軍をデンマークからバルト海岸のスウェーデン属領に移動した。アウグスト2世がリヴォニアでの冬営を準備している間、ロシア軍はイングリアに入って、10月にナルヴァを包囲した。スウェーデン軍は11月30日（グレゴリオ暦）のナルヴァの戦いでナルヴァを救援した後、南下してアウグスト2世の軍勢をリヴォニアから追い出し、さらにその後数年間の戦闘（クリシュフの戦い、フラウシュタットの戦い）でそれを追撃して決定的に撃破、アウグスト2世は1706年のアルトランシュテット条約で戦争から脱落した。
情勢が逆転したのは1709年、唯一戦闘を継続したピョートル1世がポルタヴァの戦いでスウェーデン軍に圧勝、カール12世をオスマン帝国のベンデルに追放したときだった。デンマークとザクセンはトラヴェンタール条約とアルトランシュテット条約を破棄して戦争に再参戦した。
デンマーク王フレデリク4世は講和した数年間をデンマーク軍の改革に費やした。それまで傭兵に頼っていたのをデンマークの地主から提供された平民の徴兵でまかなわれるよう変更した。傭兵軍は残留してスペイン継承戦争で英蘭側で参戦した。また農奴制の廃止など内政改革も行った。フレデリク4世が再参戦したとき、傭兵軍はまだフランスと戦っていたが、1713年に戻って大北方戦争に参戦した。